# Baterie externă
Bateria externă este un dispozitiv ce se încarcă de la priză, laptop/PC sau chiar solar, iar mai apoi este folosit ca un acumulator extern de sine stătător, fără a fi nevoie să fie conectat la o sursă de alimentare.
Bateria externă este cunoscută și sub denumirea de "Acumulator extern" precum și de "Power Bank". Marea majoritate a bateriilor externe sunt fabricate în China.
Capacitatea unei baterii externe se măsoară în miliamperi ora (abreviat mAh). Există numeroase modele de acumulatori externi cu diferite capacități (2.600 mAh, 5.200 mAh, 10.000 mAh, ș.a.m.d.). Cu cât capacitatea unei baterii externe este mai mare, cu atât poate încarcă mai multe dispozitive dintr-un singur ciclu de reîncărcare.
Acest dispozitiv electronic a fost dezvoltat ca soluție la o problemă cu care ne confruntăm din ce în ce mai mult - telefoanele inteligente au performanțe din ce în ce mai bune și, prin urmare, un consum crescut - iar aceasta se descarcă foarte rapid, în special la telefoanele din gama iPhone. Astfel, o baterie externă va fi întotdeauna utilă pentru a-ți păstra dispozitivele electronice încărcate, fie că vorbim de telefonul mobil, de tabletă sau de alte dispozitive electronice cu cablu USB.

## Acumulatorii de telefoane mobile
Acumulatorii de telefoane mobile au de obicei 2 slot-uri USB care permit încărcarea telefonului la curenți de încărcare diferiți: 1A, respectiv 2.1A. Încărcarea telefonului folosind slot-ul de curent redus va fi mai lentă, în timp ce slot-ul de curent crescut (2,1A) va încărca telefonul mai repede.